# Inocêncio Francisco da Silva
Inocêncio Francisco da Silva (Lisboa, 28 de septiembre de 1810-Lisboa, 27 de junio de 1876) fue un bibliógrafo portugués.

## Biografía
Nació en Lisboa el 28 de septiembre de 1810. Desde 1825 hasta 1830 estudió dibujo, humanidades y francés y, durante dos años, asistió al Aula do Comércio. Entre 1830 y 1837, aunque con una breve interrupción en 1833 debido a las guerras liberales en las que formó parte de las tropas pedristas, fue alumno de matemáticas en la Academia de Marinha. Colaborador de las revistas O Panorama y Revista Contemporânea de Portugal e Brasil, su principal obra fue el Diccionario bibliographico portuguez, publicado entre 1858 y 1870 en siete volúmenes y dos suplementos. Falleció en Lisboa el 27 de junio de 1876.